# Данлоп, Джон Бойд
Джон Бойд Данлоп (англ. John Boyd Dunlop; 5 февраля 1840 — 23 октября 1921) — британский ветеринар и изобретатель шотландского происхождения. Более всего известен как человек, повторно и независимо создавший пневматическую шину, и как и один из основателей компании «Dunlop Tires».
Родился в Дрегхорне, Норт-Эршир. Образование получил в Королевской ветеринарной школе при Эдинбургском университете, где изучал ветеринарные науки. Завершил обучение в 19-летнем возрасте и затем почти десять лет работал по специальности; в 1867 году переехал в Даунпатрик в Северной Ирландии, где совместно со своим братом Джеймсом основал ветеринарную лечебницу. В 1871 году женился, в браке имел сына и дочь. Впоследствии переехал в Белфаст, куда перенёс и свою лечебницу, ставшую к середине 1880-х годов одним из крупнейших учреждений подобного рода в Ирландии.
В 1887 году Данлоп изобрёл надувную велосипедную шину, первоначально сделанную им для трёхколёсного велосипеда своего сына, запатентовав своё изобретение в 1888 году. Изобретение имело большой коммерческий успех и впоследствии также нашло применение в качестве автомобильной шины. Первоначально Данлоп организовал собственную компанию по производству шин и даже закрыл в 1892 году свою клинику, однако в 1895 году за небольшие деньги продал свой бизнес Харви Дю Кроку (который, в свою очередь, спустя год продал компанию Эрнесту Хули, оставшись её директором) и затем более никогда не занимался производством шин. В последние годы жизни Данлоп владел магазином тканей. Скончался в Дублине.
Спустя два года после получения патент Данлопа был аннулирован в интересах поданного ранее патента другого изобретателя, шотландца Роберта Уильяма Томсона (1822—1873), который уже запатентовал пневматическую шину в 1845 году.